# Phyllocycla gladiata
Phyllocycla gladiata är en trollsländeart som först beskrevs av Hagen in Selys 1854.  Phyllocycla gladiata ingår i släktet Phyllocycla och familjen flodtrollsländor. IUCN kategoriserar arten globalt som otillräckligt studerad. Inga underarter finns listade i Catalogue of Life.